# Zoran Živković (političar)
Zoran Živković (Niš, Srbija, 22. prosinca 1960.), bivši predsjednik Vlade Srbije (od 18. ožujka 2003. godine do 3. ožujka 2004. godine). 
U razdoblju od 2000. do 2003. bio je savezni ministar unutarnjih poslova u Vladi Savezne Republike Jugoslavije. Tu je dužnost prestao obavljati ukidanjem SRJ, a nakon ubojstva srbijanskog premijera Zorana Đinđića (12. ožujka 2003.) izabran je na njegovo mjesto. Na premijerskom mjestu bio je do 3. ožujka 2004., kada ga je na toj dužnosti naslijedio Vojislav Koštunica. Također je vodio Demokratsku stranku do veljače 2004., kada je na skupštini stranke za predsjednika izabran Boris Tadić.